# Andrew Bailey (banquero)
Andrew John Bailey (30 de marzo de 1959) es un banquero central británico, gobernador del Banco de Inglaterra desde el 16 de marzo de 2020.
Anteriormente se desempeñó como Cajero Jefe del Banco de Inglaterra desde enero de 2004 hasta abril de 2011, Vicegobernador del Banco de Inglaterra desde abril de 2013 hasta julio de 2016, y Director Ejecutivo de la Autoridad de Conducta Financiera de 2016 a 2020.

## Educación
Bailey asistió a la Wyggeston Boys 'Grammar School, Leicester y posteriormente al Queens' College, Cambridge, donde obtuvo una licenciatura en Historia y un doctorado de la Facultad de Historia de la Universidad de Cambridge en 1985.

## Carrera
Después de la universidad, Bailey se convirtió en investigador en la London School of Economics, antes de unirse al Banco de Inglaterra en 1985.
Ha trabajado en el Banco de Inglaterra en varias áreas, la más reciente como director ejecutivo de servicios bancarios y como Cajero Jefe, así como jefe de la Unidad de Resolución Especial (SRU) del banco. Los cargos anteriores incluyen secretario privado del gobernador y jefe de la División de Análisis Económico Internacional en Análisis Monetario.
Desde el inicio de la crisis financiera en agosto de 2007 y hasta abril de 2011, Bailey fue responsable de las operaciones especiales del banco destinadas a resolver problemas en el sector bancario, y en 2009 fue presidente y director ejecutivo de Dunfermline Building Society Bridge Bank Ltd.
El 1 de abril de 2013, Bailey se convirtió en director ejecutivo de la nueva Autoridad de Regulación Prudencial  y primer vicegobernador del Banco de Inglaterra de Regulación Prudencial.
El 26 de enero de 2016, se anunció que Andrew Bailey asumiría el cargo de director ejecutivo de la Autoridad de Conducta Financiera (Financial Conduct Authority) del Reino Unido. Reemplazó a Tracey McDermott, quien se convirtió en CEO interino después de que Martin Wheatley renunciara luego de un voto de censura de George Osborne en julio de 2015.
En marzo de 2020, el comité de selección del Tesoro criticó el desempeño de la Autoridad de Conducta Financiera. El comité dijo que monitorearía de cerca la cultura, las operaciones y la transparencia de la FCA. Esto siguió a las críticas condenatorias al organismo de control por parte de grupos de consumidores e industrias durante el mandato de Bailey como su director ejecutivo.
El 3 de junio de 2019, se informó en The Times que Bailey era el favorito para reemplazar a Mark Carney como nuevo gobernador del Banco de Inglaterra. Sajid Javid también ofreció apoyo a Bailey. Según The Economist, «es visto en el banco como una apuesta segura, un tecnócrata experimentado que sabe cómo administrar una organización».
Su mandato expirará el 15 de marzo de 2028.